# Club 57 Tourbillon
El Club 57 Tourbillon es un equipo de fútbol de Congo-Brazzaville que milita en la Segunda División del Congo, la segunda liga de fútbol más importante del país.

## Historia
Fue fundado en el año 1957 en el barrio de Tourbillon, en la capital Brazzaville y el nombre es por el año de fundación y lugar de origen del club. Nunca han sido campeones de la Primera División del Congo. Su logro más importante ha sido ganar la Copa de Congo de Fútbol en el año 2008 luego de vencer al FC Kondzo 2-1 en la final, mismo año en el que estuvieron por última ocasión en la Primera División del Congo.
A nivel internacional han estado en 1 torneo continental, la Copa Confederación de la CAF 2009, en la cual fueron eliminados en la primera ronda por el Bayelsa United de Nigeria.

## Palmarés
- Copa de Congo de Fútbol: 1

2008

## Participación en competiciones de la CAF
| Temporada | Torneo                       | Ronda      | Club           | Casa | Visita | Global  |
| --------- | ---------------------------- | ---------- | -------------- | ---- | ------ | ------- |
| 2009      | Copa Confederación de la CAF | Preliminar | OC Bukavu Dawa | 1-1  | 3-3    | 4-4 (a) |
| 2009      | Copa Confederación de la CAF | 1          | Bayelsa United | 0-0  | 0-1    | 0-1     |